# Verrerie de Masnières
La Verrerie de Masnières fut créée en 1818 par François Boulanger à Masnières dans le département du Nord.

## Histoire
La verrerie est créée en 1818 par François Boulanger, un négociant de Cambrai, à l'emplacement du parc du château des anciens seigneurs de Masnières en bordure du canal de Saint-Quentin. En 1844, M. Varanguian de Villepin représente la verrerie puis Mme veuve Leroy-Soyez lui succédera. L'entreprise est en liquidation le 30 juin 1847. Elle est pourvue de quatre grands fours de huit places dont deux à verres à vitres et deux à bouteilles. La mise à prix est de 30 000 francs pour le château, 40 000 francs pour la verrerie et de 10 000 francs pour le pavillon. En 1857, le tremblement de terre de Cambrai secoue la verrerie. 

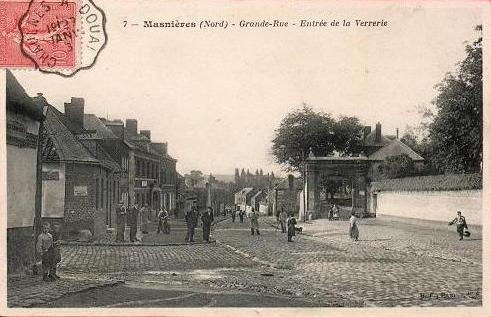
Entrée de la verrerie
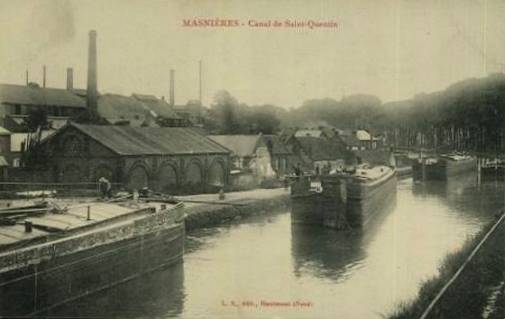
Canal de Saint-Quentin et la verrerie
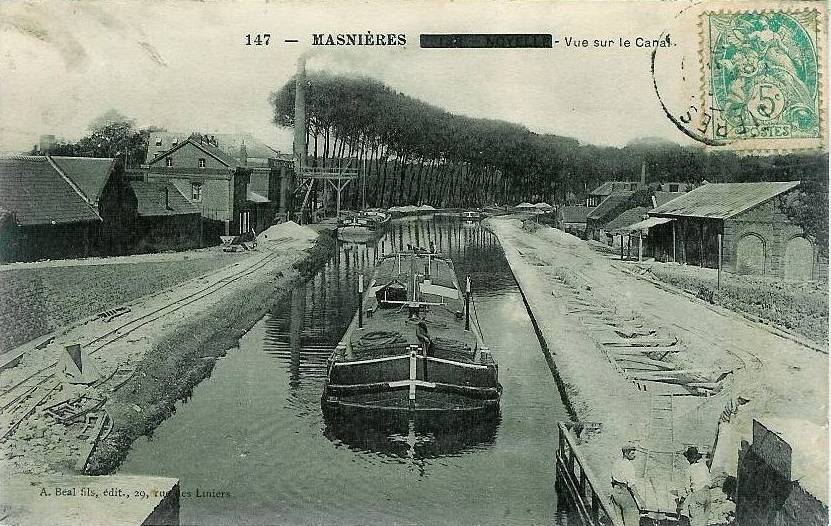
Verrerie droite du canal

## XXesiècle
Le 27 Août 1914, l’armée allemande envahit Masnières, le village est dès lors occupé pour une période de quatre ans. Durant cette occupation, les autorités militaires ordonnent le démontage de plusieurs machines afin d’en récupérer les matériaux nécessaires à l’armement. À l’issue de la guerre, le village est pratiquement détruit. La verrerie, elle aussi impactée par les bombardements et affrontements de la Bataille de Cambrai, fait partie des nombreux édifices à reconstruire.
En 1994, le groupe italien Bormioli Rocco rachète à Boussois-Souchon-Neuvesel le site. Il emploie 500 salariés à la fabrication de flacons de parfums, cosmétiques et pharmaceutiques,,,,.

## XXIesiècle

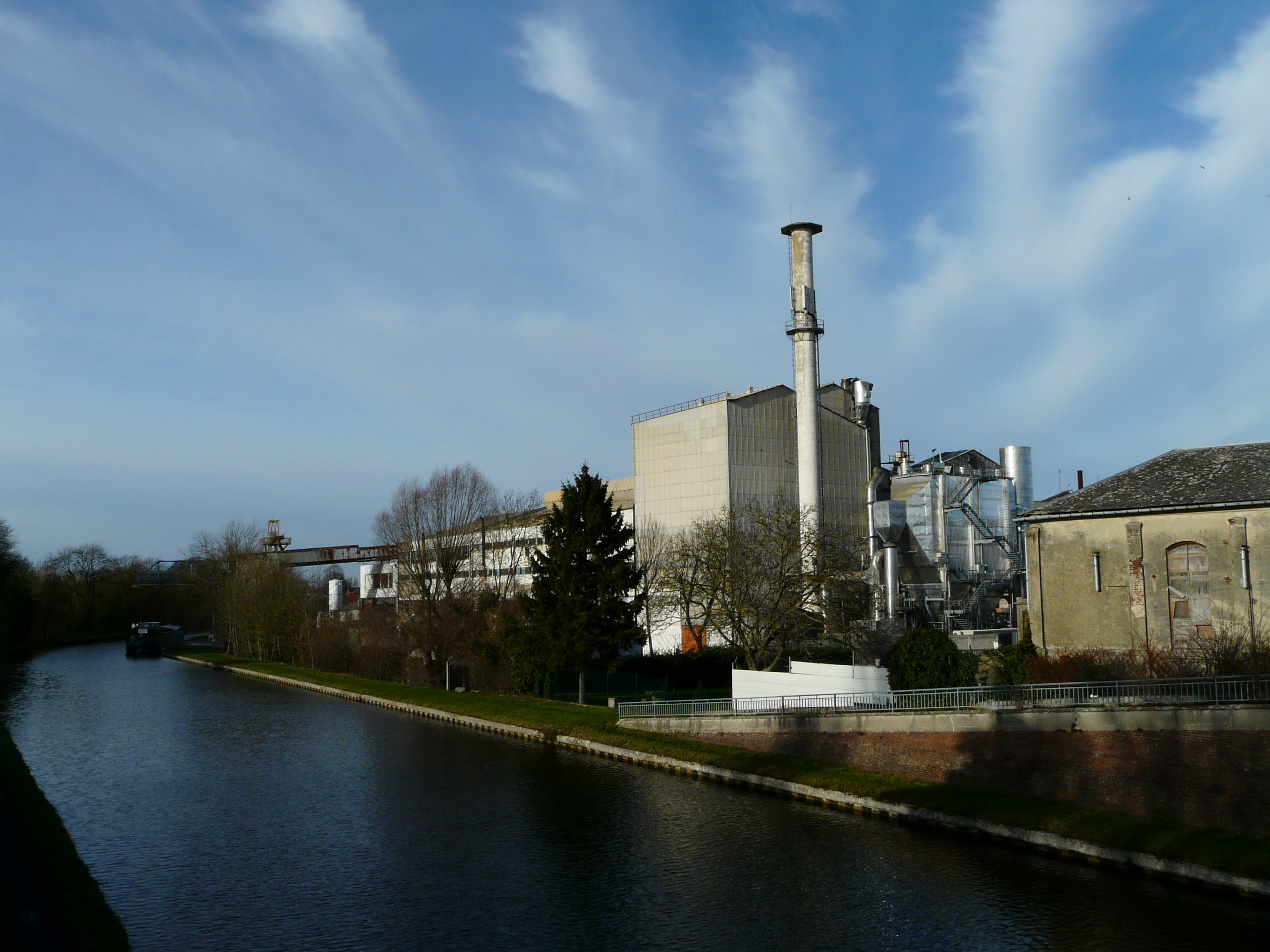
La verrerie en 2011 et canal de Saint-Quentin
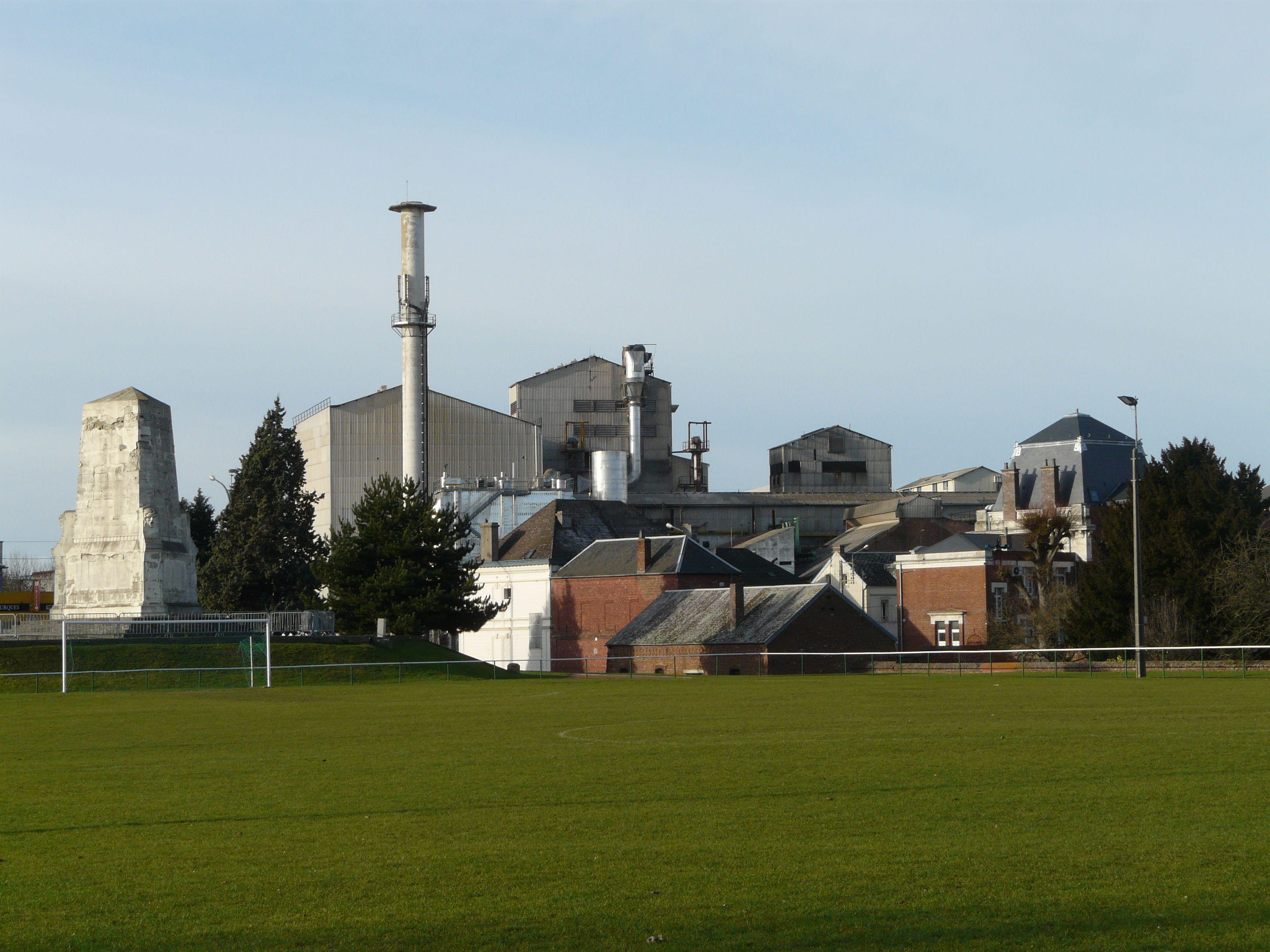
Verrerie en 2011

Le groupe Bormioli Rocco prévoit en 2012 des investissements à hauteur de 40 millions d'euros et en 2014, la société Les Verreries de Masnières (VDM) dans le Nord, filiale française du groupe Bormioli Rocco, est rachetée par l’autrichien Stölzle.
Le 17 mars 2015, la verrerie de Masnières est placée en redressement judiciaire près le tribunal de commerce de Douai. « Le tribunal a pris cette décision, compte tenu du profond désaccord constaté entre le groupe autrichien Stölzle et le syndicat majoritaire, la CGT. Ce dernier refuse de signer le plan de restructuration qui prévoit le licenciement de 108 salariés ».
Le 8 mai 2015, une coulée de verre en fusion, à la suite d'un débordement de four, ne fait pas de victime.